# Jaline Prado
Jaline Prado de Oliveira est une joueuse brésilienne de volley-ball née le 27 décembre 1979 à Campos dos Goytacazes. Elle mesure 1,85 m et joue au poste de réceptionneuse-attaquante. 

## Clubs
| Club                         | De        | À         |
| ---------------------------- | --------- | --------- |
| Tietê Volei Clube            | 1996-1997 | 1996-1997 |
| São Bernardo                 | 1997-1997 | 1997-1997 |
| Universidade de Guarulhos    | 1998-1998 | 1998-1998 |
| Macaé Sports                 | 1999-2000 | 1999-2000 |
| Vasco da Gama                | 2000-2001 | 2000-2001 |
| Automóvel Clube Fluminense   | 2001-2002 | 2003-2004 |
| Clube de Regatas do Flamengo | 2005-2006 | 2005-2006 |
| Minerva Volley Pavia         | 2006-2007 | 2006-2007 |
| Volley San Vito              | 2007-2008 | 2008-2009 |
| Roma Pallavolo               | 2009-2010 | 2009-2010 |
| Tiboni Urbino                | 2010-2011 | 2010-2011 |
| AS Rota Volley               | 2011-2012 | 2011-2012 |
| Minerva Volley Pavia         | 2012-2012 | 2012-2012 |
| Volley Soverato              | 2012-2013 | 2012-2013 |
| Ereğli Belediye              | sept 2013 | sept 2013 |
| AO Markopoulo                | 2014-2015 | 2014-2015 |
| OK Gorica                    | 2015-2016 | 2015-2016 |
| Amiens LMVB                  | 2016-2017 | …         |

## Palmarès
- Coupe de la CEV
  - Vainqueur : 2011.